# Parti communiste du Brésil
Ne doit pas être confondu avec Parti communiste brésilien.

Drapeau du Parti communiste du Brésil.

Le Parti communiste du Brésil (en portugais : Partido Comunista do Brasil, abrégé en PCdoB) est un parti politique brésilien créé par Maurício Grabois et João Amazonas (pt) le 18 février 1962, au moment de la rupture sino-soviétique.

## Historique
Le PCdoB est à l'origine une scission pro-cubaine du Parti communiste brésilien dirigé par Luís Carlos Prestes. Toutefois, lorsque Prestes obtient de l'URSS une condamnation du PCdoB, celui-ci se rapproche de la Chine, dans une alliance plus stratégique qu'idéologique.
En 1964, une dictature militaire s'installe. Le PCdoB, interdit, mène une guérilla dans la région de l'Araguaia, à la limite des États du Pará, du Maranhão et de Goiás (aujourd'hui, Tocantins). La rébellion est écrasée par la dictature au prix de massacres et d'un usage abondant de la torture ; le PCdoB en sort significativement affaibli, plusieurs de ses principaux cadres ayant été tués. Lorsque la dictature militaire prend fin, en 1985, le PCdoB redevient légal. commence à s'organiser au sein des mouvements syndicaux et étudiants à la suite du début du processus de démocratisation dans les années 1980.  En novembre 1989, le PCdoB mène pour la première fois une campagne avec le Parti des travailleurs (PT) en faveur de la candidature présidentielle de Luiz Inácio Lula da Silva, sans succès. Vont alors suivre plusieurs années de néolibéralisme.
Le PCdoB est l'un des principaux acteurs du mouvement « Fora Collor » en 1992 qui conduit à la destitution du président Fernando Collor de Mello, dans un contexte de crise économique et d'affaires de corruption.
En 2002, le PCdoB soutient à nouveau la candidature à la présidence de Lula et cette fois avec succès. Le gouvernement Lula n'a cependant pas la majorité au sein du Parlement, 24 des 27 États fédérés sont aux mains d'une coalition conservatrice. Le PCdoB possède douze parlementaires, dont six femmes, au Parlement national (513 membres). Jusqu'au début de l'année 2007, Aldo Rebelo, le président du Parlement national, et Agnelo Queiroz, le ministre des Sports, étaient membres du PCdoB.
Le PCdoB a soutenu la candidature de Lula aux élections générales d'octobre 2006 et de Dilma Rousseff en 2010. Cette même année, il obtient, lors des élections parlementaires, 15 sièges de députés et deux de sénateurs, contre 13 et 1 précédemment. Lors de l'élection présidentielle de 2018, la communiste Manuela d'Ávila est candidate aux côtés de Fernando Haddad.
Il est aujourd'hui le plus important des deux partis communistes du Brésil. Il a également acquis une expérience de la gouvernance après sa victoire aux élections gouvernatoriales de 2014 dans l'État le plus pauvre du Brésil, Maranhão.
Au niveau international, le PCdoB fait partie de Rencontre internationale des partis communistes et ouvriers.

## Idéologie
Le PCdoB s'est constitué à l'origine comme une organisation historiquement liée à la tradition marxiste-léniniste de l'Internationale communiste. Son identité politique et idéologique s'est consolidée en s'opposant à ce qu'il appelait le «révisionnisme» des années 1960, identifié aux orientations prises par l'URSS après le XXème Congrès du Parti communiste de l'Union soviétique. Le PCdoB s'est ensuite aligné sur la Chine de Mao Zedong. Après le début des réformes économiques libérales en République populaire de Chine en 1979, le PCdoB a décidé de s'aligner sur la République populaire socialiste d'Albanie, un exemple de cohérence et de fidélité au marxisme-léninisme selon ses dirigeants.
Dans les années 80, la crise politique de l'Union Soviétique a été évaluée par le PCdoB comme le résultat de l'intégration croissante de l'URSS au capitalisme et à ses politiques "social-impérialistes" ; le régime soviétique a été caractérisé comme une variété de capitalisme d'État. En 1991, lorsque la crise a atteint l'Albanie, le PCdoB a décidé de réévaluer ses formulations théoriques sur le révisionnisme, et est devenu non aligné. Lors de son 8eme congrès, en 1992, PCdoB a critiqué l'expérience bolchevique. Le parti a réaffirmé son adhésion au marxisme-léninisme et au socialisme, prenant un chemin différent de celui de plusieurs autres organisations communistes à travers le monde. 
Le parti a également été marqué par une institutionnalisation croissante au sein du système politique brésilien. Il est allié depuis la fin des années 80 au Parti des Travailleurs de Lula, participant à des gouvernements fédéraux et nationaux avec ce parti. Cela peut être également perçu dans une lettre envoyée au Parti communiste américain à l'occasion de sa 29e convention nationale en 2010. Dans ce document, le PCdoB affirme sa préoccupation face à l'effondrement de l'économie grecque, et en blâme les politiques néolibérales. Le parti énumère ses objectifs électoraux pour les élections générales de 2010 comme étant la "consolidation de la présence communiste dans les institutions", "l'élargissement de l'influence sur les classes populaires" et "le maintien des forces démocratiques et progressistes à la tête du gouvernement national".

## Membres éminents
- Maurício Grabois, guérillero et membre fondateur du PCdoB. Président du parti, de 1962 à 1973.
- João Amazonas (en), théoricien marxiste, révolutionnaire, guérillero et membre fondateur du PCdoB
- Aldo Rebelo (membre du PCdoB de 1977 à 2017) : président de la Chambre des députés (2005-2007), ministre des Sports (2011-2015), ministre des Sciences, de la Technologie, de l'Information et de la Communication (2015) et ministre de la Défense (2015-2016)
- Manuela d'Ávila (membre du PCdoB depuis 2001) : conseillère municipale de Porto Alegre (2005-2006), députée fédérale du Rio Grande do Sul (2007-2015), députée d'État du Rio Grande do Sul (2015-2019) et candidate à la vice-présidence du Brésil, en tant que colistière de Fernando Haddad lors de l'élection présidentielle 2018.
- Flávio Dino (2006-2021) : député fédéral du Maranhão (2007-2011), président de l'Embratur (2011-2014) et gouverneur du Maranhão (depuis 2015).
- Vanessa Grazziotin (en) (membre du PCdoB depuis 1980) : conseillère municipale de Manaus (1989-1999), députée fédérale de l'Amazonas (1999-2011), sénatrice de l'Amazonas (2011-2019)
- Jorge Mautner (en) (membre du PCdoB depuis 1962), chanteur de Música popular brasileira et pionnier du Tropicalisme
- Martinho da Vila (membre du PCdoB depuis 2005), chanteur de samba
- Leci Brandão, chanteuse de Música popular brasileira
- Rosanah Fienngo, chanteuse
- Nasi (en), chanteur de rock
- João Derly (membre du PCdoB de 2012 à 2015) : judoka et conseiller municipal de Porto Alegre (2013-2015)

## Résultats électoraux

### Élections présidentielles
| Année | Candidat soutenu          | 1er tour   | 1er tour | 1er tour | 2d tour    | 2d tour | 2d tour | Issue |
| Année | Candidat soutenu          | Voix       | %        | Rang     | Voix       | %       | Rang    | Issue |
| ----- | ------------------------- | ---------- | -------- | -------- | ---------- | ------- | ------- | ----- |
| 1989  | Luiz Inácio Lula da Silva | 11 622 673 | 17,18    | 2e       | 31 076 364 | 46,97   | 2e      | Battu |
| 1994  | Luiz Inácio Lula da Silva | 17 122 127 | 27,07    | 2e       |            |         |         | Battu |
| 1998  | Luiz Inácio Lula da Silva | 21 475 218 | 31,71    | 2e       | Battu      |         |         |       |
| 2002  | Luiz Inácio Lula da Silva | 39 455 233 | 46,44    | 1er      | 52 793 364 | 61,27   | 1er     | Élu   |
| 2006  | Luiz Inácio Lula da Silva | 46 662 365 | 48,61    | 1er      | 58 295 042 | 60,83   | 1er     | Élu   |
| 2010  | Dilma Rousseff            | 47 651 434 | 46,91    | 1er      | 55 752 529 | 56,05   | 1er     | Élue  |
| 2014  | Dilma Rousseff            | 43 267 668 | 41,59    | 1er      | 54 501 118 | 51,64   | 1er     | Élue  |
| 2018  | Fernando Haddad           | 31 342 005 | 29,28    | 2e       | 47 040 906 | 44,87   | 2e      | Battu |
| 2022  | Luiz Inácio Lula da Silva | 57 259 504 | 48,43    | 1er      | 60 345 999 | 50,90   | 1er     | Élu   |